# Mole (salsa)

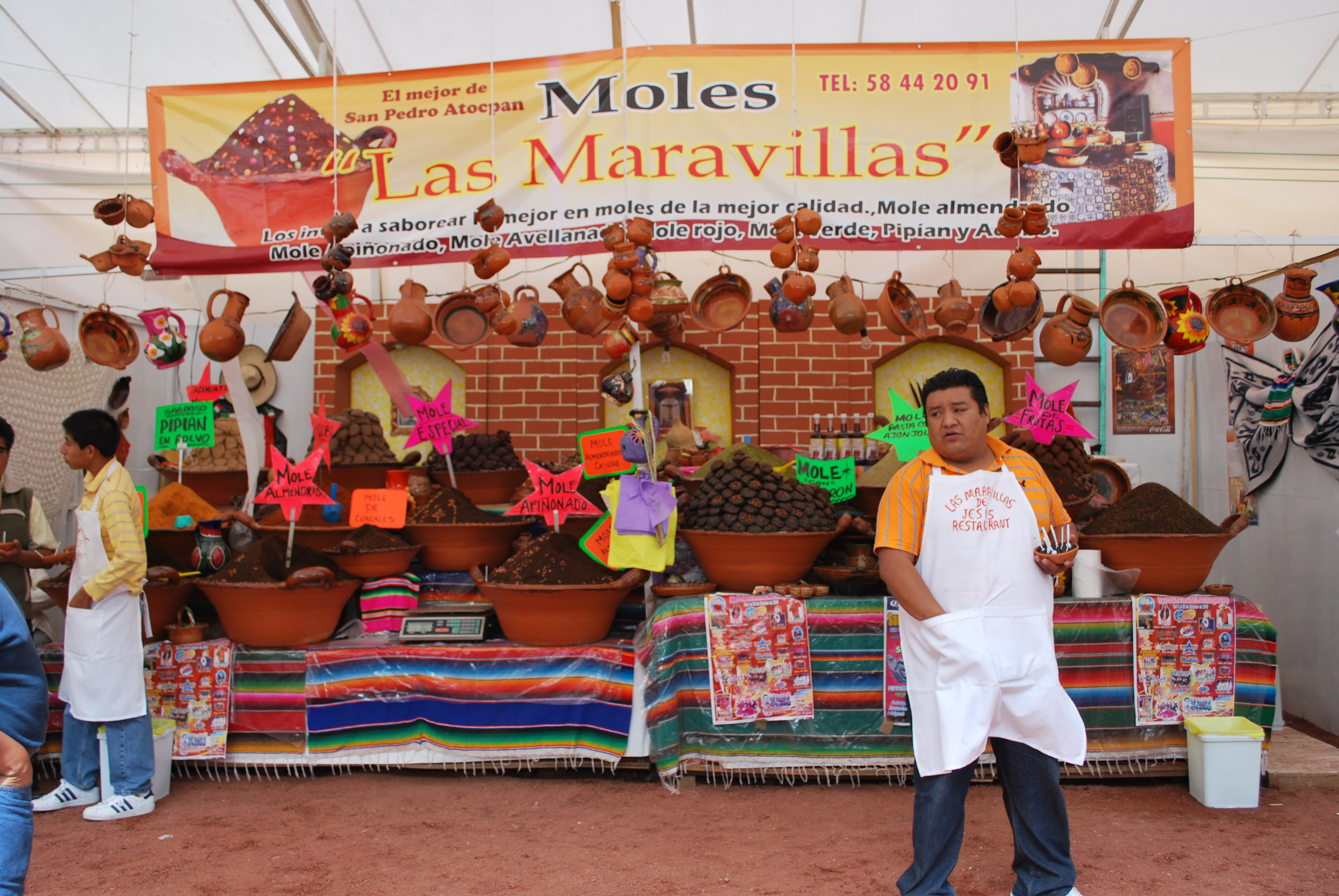
Venditore di mole

Il mole (parola spagnola derivata dal nahuatl mulli "salsa") è  una salsa della cucina messicana preparata con diversi peperoncini e molti altri ingredienti e spezie.
Esistono diversi tipi di mole, e oggi, i suoi due principali centri sono gli stati di Oaxaca e Puebla. I più conosciuti sono:
- il mole amarillo
- il mole negro o mole oaxaqueño
- il mole colorado
- il mole manchamanteles
- il mole verde
- il mole poblano
- il mole dolce

Ogni anno, a San Pedro Atocpan (Milpa Alta) si svolge la Feria Nacional del Mole (Sagra nazionale del mole).